# Heliophanus mordax
Heliophanus mordax este o specie de păianjeni din genul Heliophanus, familia Salticidae. A fost descrisă pentru prima dată de Pickard-cambridge O. în anul 1872. Conform Catalogue of Life specia Heliophanus mordax nu are subspecii cunoscute.